# Annie Duke
Annie Duke (13 de septiembre de 1965) nacida con el nombre de Annie Legend es jugadora de póquer profesional y escritora estadounidense.  

## Biografía
Duke nació en Concord, Nuevo Hampshire, donde su padre, Richard Lederer, escritor y lingüista, enseñaba en La Escuela de San Pablo. Su hermano Howard Lederer es también jugador de poker profesional; su hermana Katy Lederer es escritora y poeta que escribió un libro sobre la familia Lederer llamado Poker face: una niñez entre jugadores de poker. Tiene cuatro hijos: Maud (1995), Leo (1998), Lucy (2000) y Nell (2002).
Annie se graduó en la Universidad Columbia recibiendo su título de inglés y psicología, y ganó una beca de investigación de la Fundación Nacional de las Ciencias para asistir a la Universidad de Pensilvania para estudiar psicolingüística, una especialidad dentro de la psicología cognitiva.
Se casó con Ben Duke, un amigo de la misma universidad, y trasladó su hogar a Columbus, Montana. Aunque originalmente tuvo la intención de continuar sus estudios, dejó la universidad en 1992, después de cinco años de un curso de posgrado y un mes antes de terminar su doctorado. Fue durante este tiempo que, con el apoyo de su hermano, empezó a jugar al poker profesional.
En 2002 se mudó a Portland, Oregon para trabajar en ieLogic, una empresa que produce software para sitios web de poker. Se divorció de Ben Duke en 2004, ganando por ello $500 dólares apostados con Steve Zolotow (profesional del poker), quien apostó a que su matrimonio no duraría más de cinco años. En 2005 se muda con sus hijos a Hollywood Hills en Los Ángeles, California.

## Carrera como jugadora de póquer profesional
Después de dejar la esfera académica, Duke empezó a jugar póquer en las habitaciones legales de cartas en Billings. Su hermano Howard ya fue un profesional con éxito y la entrenó y la ayudó a financiarse inicialmente. En 1994, Duke y su marido se trasladaron a Las Vegas para comenzar a jugar al póquer con dedicación exclusiva.
A principios de 2004, Duke recibió considerable publicidad porque ayudó a Ben Affleck, quien ganó el Campeonato de poker del estado de California de 2004. En la Serie Mundial de Póquer de 2004 eliminó a su hermano Howard de cuatro acontecimientos, incluyendo el "Torneo de Campeones". 
Durante esta Serie Mundial, ganó su primera pulsera de oro, en un torneo de Omaha Hi-Lo. Fue una de tres mujeres (Kathy Liebert y Cyndy Violette siendo las otras dos) en ganar un acontecimiento abierto en la WSOP de ese año.
Duke es una de los muchos jugadores de póquer a los no les gustan las restricciones puestas a los jugadores durante los torneos televisados. Aunque los jugadores pagan cuotas de inscripción obligatorias para entrar en torneos, algunos lugares de reunión no dejan que los jugadores lleven logotipos de patrocinio. Duke causó controversia cuando dijo en un artículo: "Nosotros [jugadores de póquer] ni siquiera somos esclavos. Somos gente que paga para recoger el algodón".

### Premios y ganancias
A partir de 2008, Annie tiene el récord por ser la mujer que más dinero ha ganado en la WSOP. En septiembre de 2004 Duke ganó $2.000.000 en el Torneo de Campeones de la WSOP inaugural, un acontecimiento con previa invitación de diez jugadores donde el ganador lo gana todo. En ese momento, fue el premio más grande conseguido por una jugadora de póquer. Ese récord fue roto por Annette Obrestad durante el evento principal europeo de la WSOP de 2007.
Duke ha ganado una pulsera de WSOP, en Omaha Hi-Lo y más de tres millones de dólares en torneos. Hoy en día se niega a jugar en torneos sólo para mujeres, diciendo que "el poker es uno de los únicos deportes donde una mujer puede competir a un nivel completamente igual que un hombre, así que no entiendo porque hay un torneo sólo para las mujeres".
En el acontecimiento principal de la WSOP de 2006, terminó en el lugar 88 (de 8.773 participantes) con $51.129 en ganancias. la penúltima mujer en ser eliminada. (Sabyl Cohen, la mujer restante, terminó en el lugar 56 con ganancias de $123.699.)
A partir de 2008, su ganancia total de torneos en directo excede los $3.500.000.

### Presentación televisada
El 30 de enero de 2006, Duke fue la primera jugadora de póquer en presentarse en The Colbert Report. Durante el programa, habló de su libro y de cómo ser una mujer en un acontecimiento dominado por hombres. En 2006, GSN emitió un especial televisado llamado Annie Duke takes on the world (Annie Duke se hace cargo del mundo), donde aparece Annie Duke jugando contra jugadores aficionados. Duke se ha presentado también al Ultimate Blackjack Tour, jugando Elimination Blackjack.
El 1 de diciembre de 2006, Annie Duke se presentó como miembro del Mob en el programa 1 vs. 100 de NBC. En el programa respondió correctamente a todas las preguntas y fue la única celebridad que quedó eliminada. Volvió las semanas siguientes, continuamente respondiendo a sus preguntas correctamente. Se presentó otra vez en el episodio navideño el 25 de diciembre, respondiendo a un total de 35 preguntas consecutivas correctamente durante su tiempo en 1 vs. 100, haciendo que sea el miembro del mob que más veces ha participado en toda la historia del programa hasta ese punto. Duke volvió el 9 de febrero de 2007 bajo las reglas especiales de "Last Man Standing" (el único superviviente) donde el juego continuaba hasta que sólo quedara una persona. Logró alcanzar la final entre cinco de 100 concursantes, junto con tres de los otros cuatro miembros del mob, incluyendo Paul Jennings. 
Annie Duke se ha presentado en el programa Poker durante la noche (Poker After Dark) tres veces pero no ha ganado.
El 24 de marzo de 2008, Annie Duke se presentó en el programa Deal Or No Deal para apoyar a una concursante llamada Mary Beth Holtzheimer, quien después de aceptar un trato de $341.000 de la banca con sólo dos casos quedando, su caso #13 tuvo el millón. Antes, Annie incluso había dado a Mary Beth una oferta que incluía una cena consigo misma, Mary Beth y su novio John Salmieri, lecciones privadas y una invitación a asistir a una liga de póquer sólo para mujeres (All Ladies Poker) si aceptaba la oferta de la banca, pero no la aceptó.

## Otras aventuras
Además de competir, Duke escribe y habla de sujetos relacionados con el poker, y fomenta organizaciones relacionadas con el poker. Ha sido una portavoz para UltimateBet desde 2000 y ha escrito muchos artículos para el sitio web, la mayoría sobre Omaha Hi-Lo, y una autobiografía. 

### Libros
- Annie Duke: How I Raised, Folded, Bluffed, Flirted, Cursed, and Won Millions at The World Series of Poker, (Annie Duke: Como subí, me retiro, faroleé, coqueteé, maldije y gané millones en la Serie Mundial de Poker), una autobiografía.(ISBN 1-59463-012-7).